# Seringueiro
Au Brésil, un seringueiro (aussi écrit séringuéro) est un ouvrier chargé de la collecte du latex. Il tire son nom de la plante dont est extrait ce produit, l'hevea, ou seringueira en portugais.
Chico Mendes, écologiste et protecteur de l'Amazone, était seringueiro.
Les seringueiros sont également les premiers en contact avec les minorités indigènes isolées, ce qui peut entraîner de violents conflits.